# Impact play

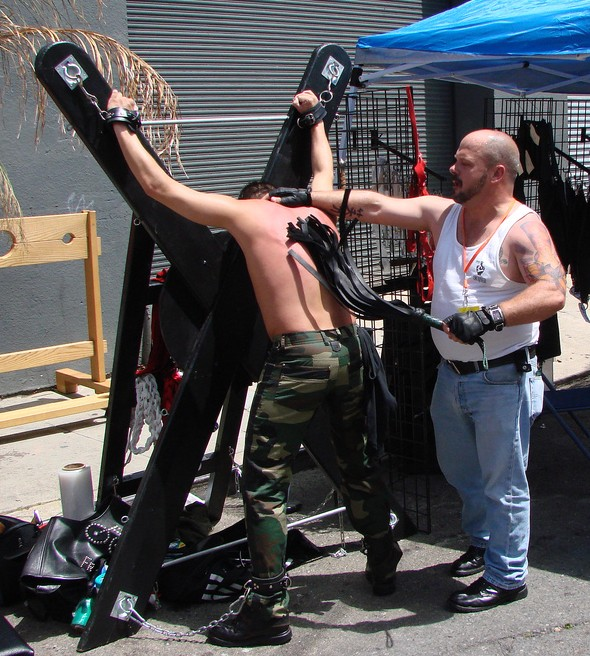
Exemplo de flogging sendo praticado durante um evento BDSM.

Impact play é uma prática associada ao BDSM onde uma pessoa é atingida fisicamente por outra de forma consensual para a excitação sexual ou gratificação dos praticantes. A intensidade com que a prática é realizada e os objetos que são utilizados para auxiliar nos golpes de impacto variam de acordo com o interesse das pessoas envolvidas. As práticas do impact play estão geralmente vinculadas ao sadomasoquismo, mas também podem estar mais ligadas ao conceito de disciplina do BDSM, onde o impact play é utilizado como uma forma de punição do submisso.

## Subgêneros
A flagelação erótica consiste na utilização de chicotes e é dividida e duas subcategorias: os chicotes de tira simples são usados no whipping, enquanto os chicotes de múltiplas tiras, também conhecidos como açoites, são usados no flogging.
Castigos corporais que não utilizam chicotes geralmente são associados ao spanking. A forma mais comum dessa atividade é a utilização das mãos nuas para atingir as nádegas. A utilização de outros objetos como chinelo ou régua também é associada ao spanking. Essa prática é dividida em algumas subcategorias dependendo do objeto utilizado: caning é o nome dado ao uso de objetos compridos e rígidos como varas e bengalas; no paddling é utilizado palmatórias para atingir o parceiro; cropping consiste no uso de chibatas.
Categorias menos comuns de impact play incluem slapping, que é a prática de aplicar tapas no rosto e punching, que é uma prática que envolve socos no corpo.